# DJ Flubbel
DJ Flubbel is een Nederlandse DJ en producer van christelijke elektronische muziek.
In zijn muziek combineert hij energetische elektronische beats met positieve christelijke boodschappen. Zijn primaire doel is het evangelie te verspreiden met behulp van moderne muziek. Door hedendaagse dance te combineren met christelijke thema's bereikt hij publiek zowel binnen als buiten de christelijke gemeenschap.

## Biografie
DJ Flubbel is begonnen met het produceren van muziek in 1999. Sindsdien heeft hij een reeks albums en ep's uitgebracht met verschillende genres zoals hardcore, house, en hardstyle. Zijn eerste album Christian Hardcore werd in 2010 uitgebracht, in samenwerking met D-Morphian waarover werd geschreven door de landelijke pers. Dit markeerde het begin van een reeks projecten waarbij hij samenwerkte met artiesten van over de hele wereld. In 2013 volgde zijn tweede album Christian House, een samenwerking met Amerikaan Matthew J. Bentley, ook bekend als Theology en andere internationale artiesten zoals Audile, DJ Jireh, Dash, Onix, en Matthew Parker.
Zijn groeiende reputatie binnen de muziekwereld werd verder versterkt toen hij in 2015 verscheen op de Nederlandse nationale televisie en zijn derde album Christian Hardstyle uitbracht. Het jaar daarop bracht hij de ep Graceland Anthem uit, speciaal voor zijn optreden op het Graceland Festival, gevolgd door Eat, Sleep, Praise, Repeat in 2017, ter ere van zijn optreden op het Sound of Heaven Festival en zijn boeking voor het Amsterdam Dance Event. In 2018 nam zijn carrière een verdere vlucht met een optreden en interview tijdens het European Christian Artist Seminar.
In 2019 lanceerde DJ Flubbel zijn liefdadigheids-ep River Flows in You, gevolgd door zijn vierde album in 2020, Christian Hardstyle Remix Project, dat de krachten bundelde met artiesten als Coroxxon, Exodus Project, Resonant Force, The WLF, Stryptic, Karlizimo en D-Morphian, en de ep Merry Hardstyle Christmas. In 2021 maakte hij een hardstyleremix van Allerleukste Liedje door Make Some Noise Kids.
Zijn vijfde album Holy Hardcore werd uitgebracht in 2022, was een samenwerkingsverband met The WLF, Stryptic, Toblex, Invinity en Coroxxon. Daarnaast bracht hij, in samenwerking met Toblex, de Momentum Anthem ep Glory uit. Zijn eerste nummer in het genre uptempo is In God We Trust uit 2024.